# Hanníbal Psar
Hanníbal (en púnic: 𐤇𐤍𐤁𐤏𐤋, ḥnbʿl; grec antic: Ἀννίβας, Annibas, llatí: Hannibal), anomenat Psar (grec antic: Ψάρ, 'estornell'), va ser un dirigent polític cartaginès que pertanyia al partit favorable al rei Masinissa I de Numídia en els conflictes interns que va patir Cartago després del final de la Segona Guerra Púnica. Va ser desterrat com altres polítics del seu bàndol.